# Източни Гхати
Източните Гхати (на хинди: पूर्वी घाट) е общо название за няколко обособени групи средновисоки и ниски планински масиви: Източни планини, Налламалай, Великонда, Палконда и Шеварой, разположени по източната периферия на платото Декан, покрай Короманделския бряг на Индия. Простират се от север на юг на протежение около 1400 km и средна ширина от 100 km. На юг в масива Нилгири се свързват със Западните Гхати. Максимална височина връх Деводи Мунда 1680 m, издигащ се в средната им част.
Източни планини са планини в източната част на полуостров Индостан, простиращи на протежение от 500 km между реките Маханади на север и Годавари на юг, съставна част на Източните Гхати. Източните, обърнати към Бенгалския залив, склонове са стръмни, а западните полегати. Максимална височина връх Деводи Мунда 1680 m, издигащ се в южната им част. Изградени са основно от гнайси и гранити. състоят се от отделни неравномерно проповдигнати блокови масиви със заравнени била. Склоновете им са дълбоко разчленени от тесни речни долини. Покрити са с гъсти листопадни мусонни гори. Разработват се находища на манганови руди.
Налламалай (на телугу: నల్లమల్ల కొండలు) са планини в югоизточната част на Индия, съставна част на Източните Гхати. Състоят се от два кулисообразно разположени хребета, разглеждани понякога като отделни орографски единици – Великонда (връх Пенчала 1105 m) и собствено Налламалай (917 m). Общата им дължина от север на юг е над 300 km. Представляват блокови масиви със заравнени била, изградени предимно от гнайси и гранити. Склоновете им са дълбоко разчленени от реките Кришна и Пенару и техните притоци. Склоновете им са обрасли с мусонни гори и храсти.